# Oreochloa
Oreochloa é um género botânico pertencente à família Poaceae. É originário da Eurásia.
Alguns autores incluem-no no género Sesleria.[carece de fontes?]
O género foi descrito por Johann Heinrich Friedrich Link e publicado em Hortus Regius Botanicus Berolinensis 1: 44. 1827. A espécie-tipo é Oreochloa disticha (Wulfen) Link.
Trata-se de um género reconhecido pelo sistema de classificação filogenética Angiosperm Phylogeny Website.

## Espécies
O género tem 6 espécies descritas, das quais 4 são aceites:
- Oreochloa blanka Deyl
- Oreochloa confusa (Coincy) Rouy
- Oreochloa disticha (Wulfen) Link
- Oreochloa seslerioides (All.) K.Richt.